# سندز چاینا
سندز چاینا (انگلیسی: Sands China) شرکت سرگرمی هنگ کنگی است، که در سال ۲۰۰۹ تأسیس شد.